# Estilo brâncovenesc

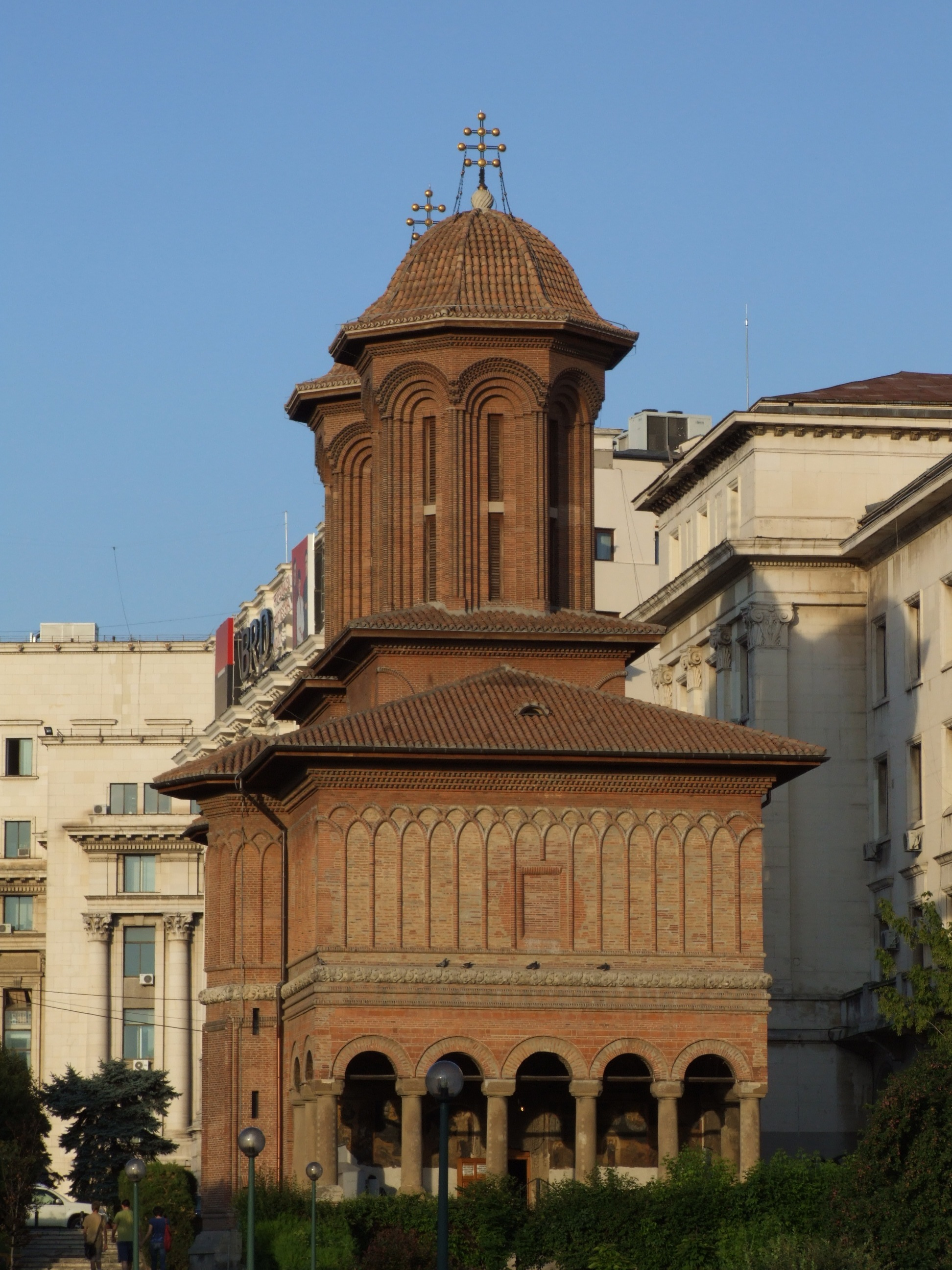
Iglesia Kretzulescu, Bucarest

El estilo brâncovenesc, también conocido como Renacimiento valaco o Renacimiento rumano, fue un estilo arquitectónico y artístico que se desarrolló a finales del siglo XVII y principios del XVIII en la región de Valaquia durante la administración del príncipe Constantin Brâncoveanu. Brâncoveanu fue un administrador del Principado de Valaquia (entre 1688 y 1714) bajo el gobierno de los señores del Imperio otomano, un aristócrata extremadamente rico y constructor de elegantes palacios e iglesias.
El estilo tiene una base autóctona valaca con influencias tanto balcánicas (fundamentalmente griegas y serbias) como occidentales (ítalo-venecianas). En el siglo XVIII este estilo adquirió el carácter de estilo nacional rumano, propagándose por toda Valaquia, hasta llegar a Transilvania y al sur de Moldavia.

## Descripción
El estilo se desarrolló en Valaquia —la parte meridional de la actual Rumania— como una síntesis entre las arquitecturas bizantina, otomana, renacentista tardía  y barroca. Es también un híbrido único de los estilos de edificación de la ortodoxia cristiana rumana con la arquitectura islámica dominante del Imperio otomano, al cual pertenecía entonces el principado de Valaquia como estado vasallo.
El ejemplo mejor conservado de la arquitectura de estilo brâncovenesc es el monasterio de Horezu, inscrito por la UNESCO en la lista de Patrimonio de la Humanidad, que Brâncoveanu eligió para ser enterrado.

### Estilo neobrâncovenesc
El estilo brâncovenesc fue la inspiración del arquitecto Ion Mincu y otros para iniciar el estilo arquitectónico neobrâncovenesc/neorrumano en los últimos años del siglo XIX.

## Ejemplos
Algunos de los mejores ejemplos de edificios de este estilo son monasterios, como:
- Monasterio de Arnota
- Monasterio de Brâncoveanu
- Monasterio de Cozia
- Monasterio de Govora[3]
- Monasterio de Horezu
- Monasterio de Surpatele[4]
- Monasterio de Sinaia
- Monasterio de Văcăreşti, demolido, sus frescos han sido conservados.
- Palacio Potlogi[5]

También hay buenos ejemplos en la capital Bucarest:
- Palacio Cotroceni
- Iglesia Kretzulescu
- Palacio Mogoşoaia
- Nueva Iglesia de San Jorge
- Monasterio de Stavropoleos

Edificios civiles
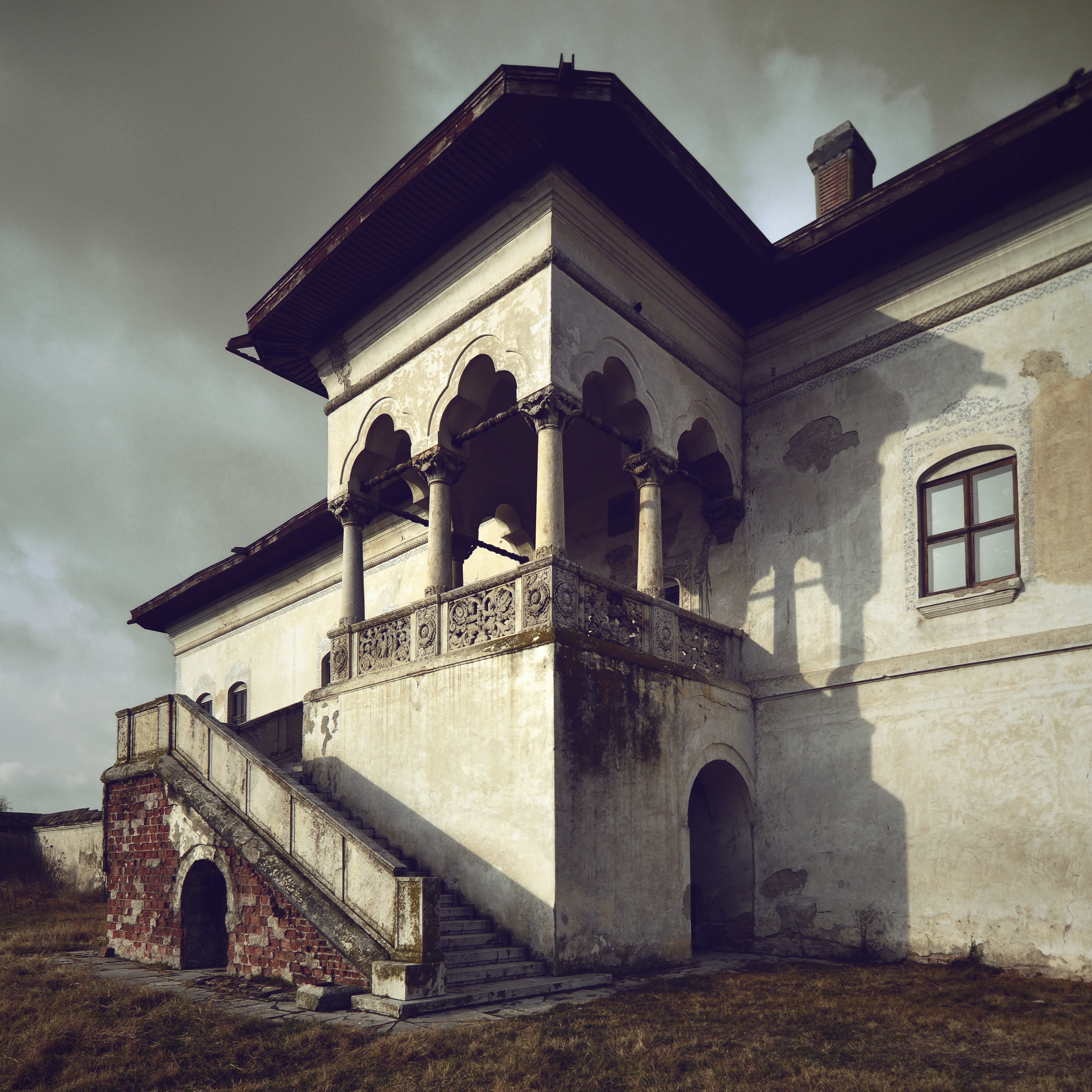
Palacio Potlogi de Constantin Brâncoveanu, distrito de Dâmbovița
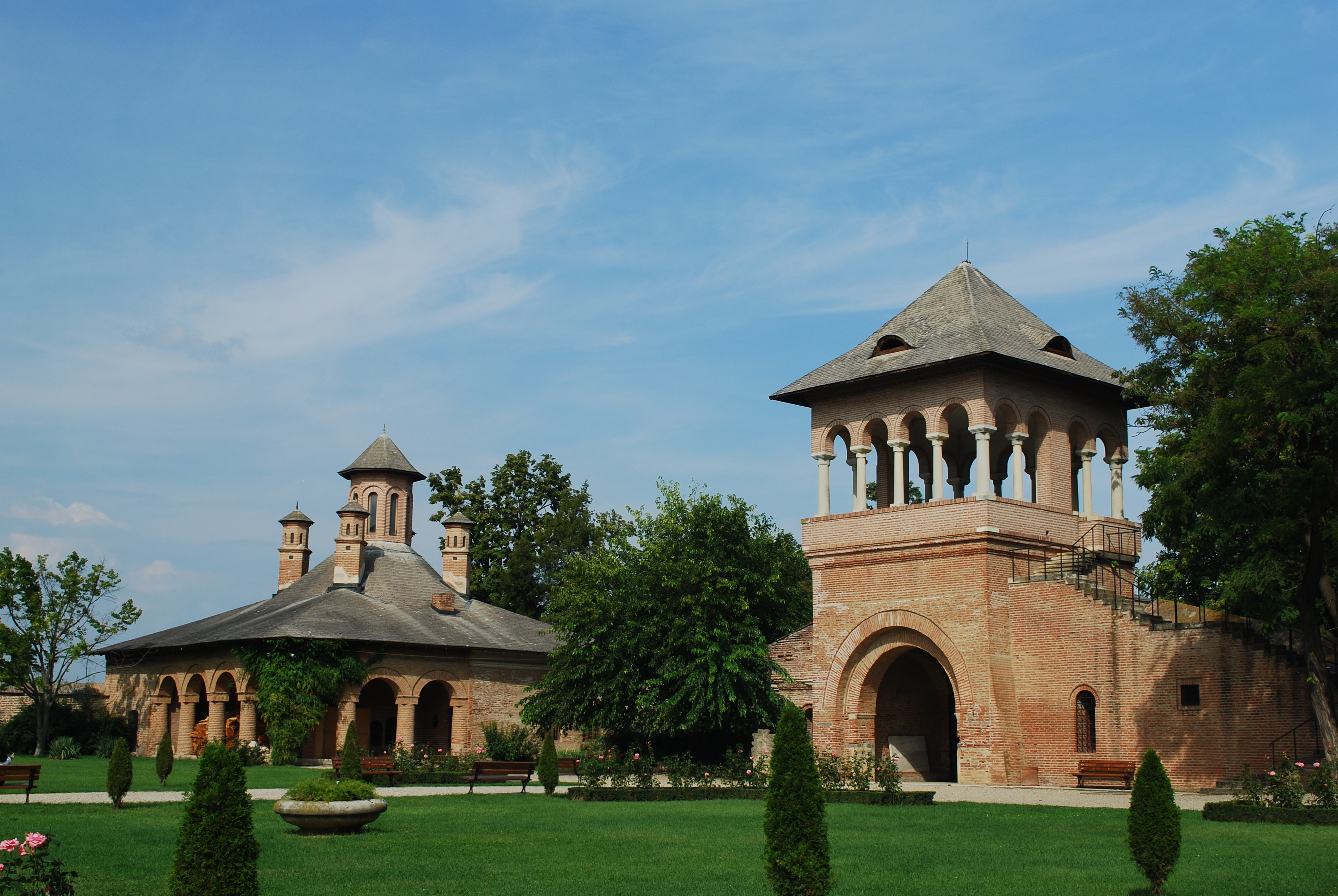
Palacio Mogoşoaia
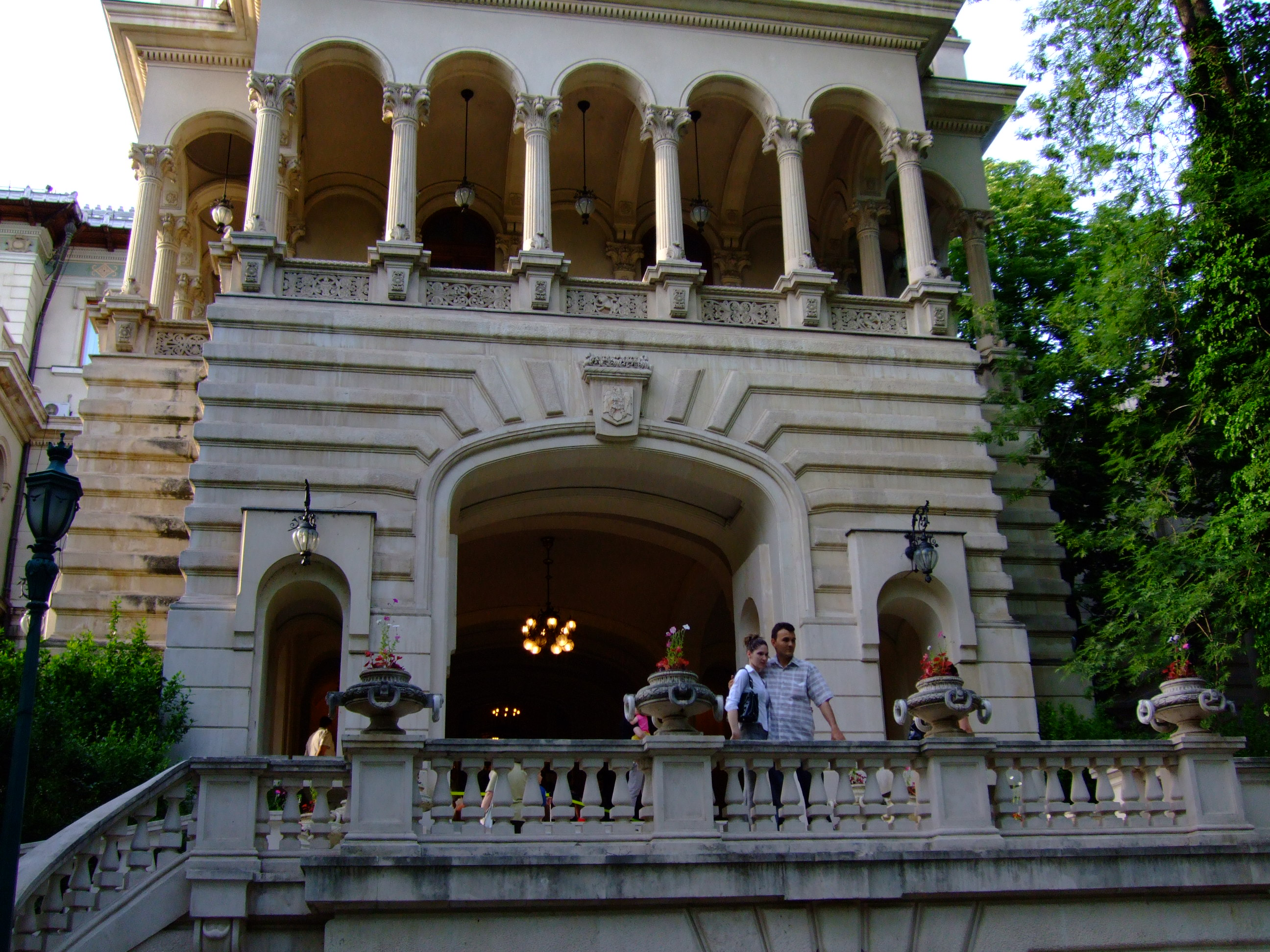
Palacio de Cotroceni

Edificios religiosos
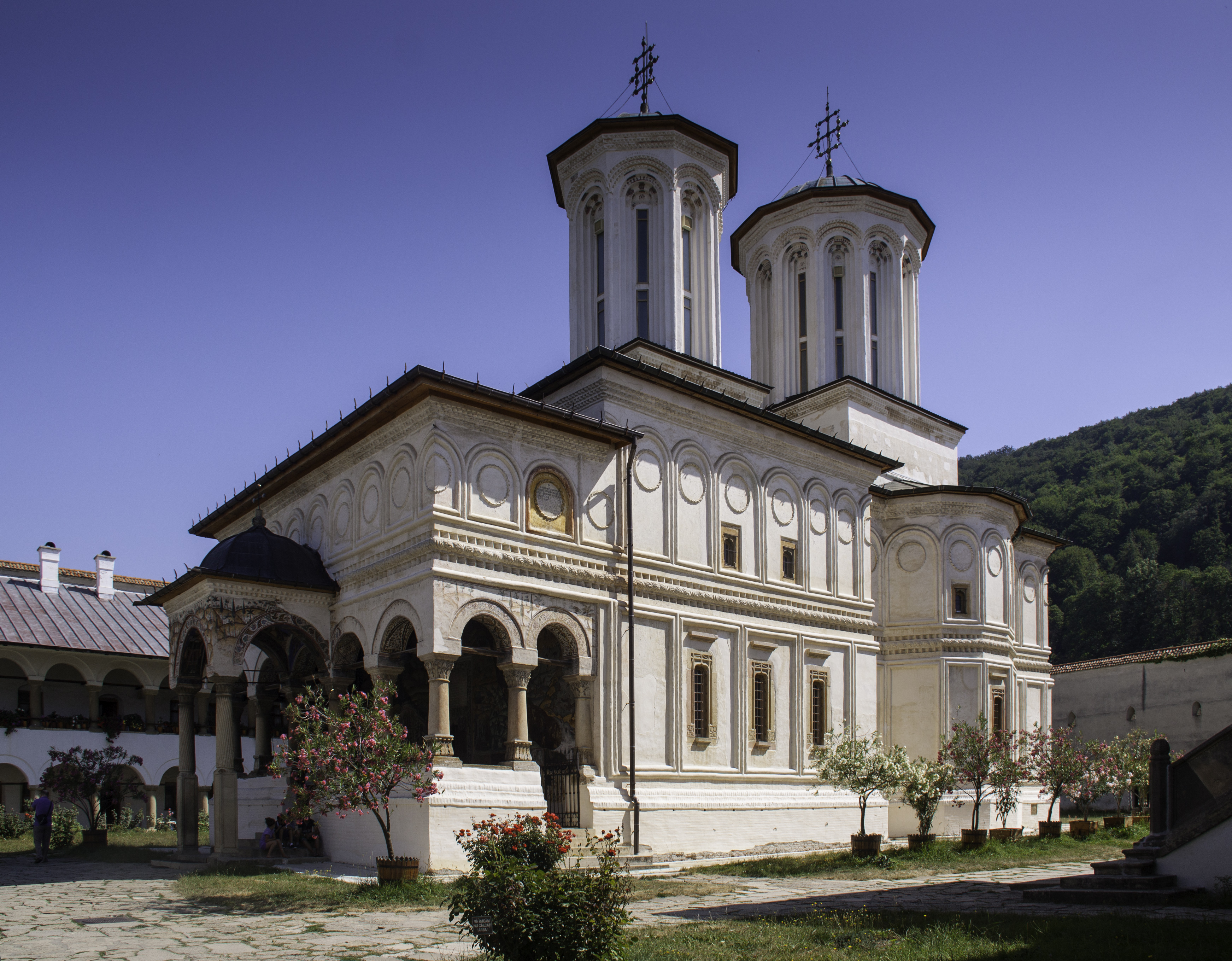
Monasterio de Horezu, distrito Vâlcea
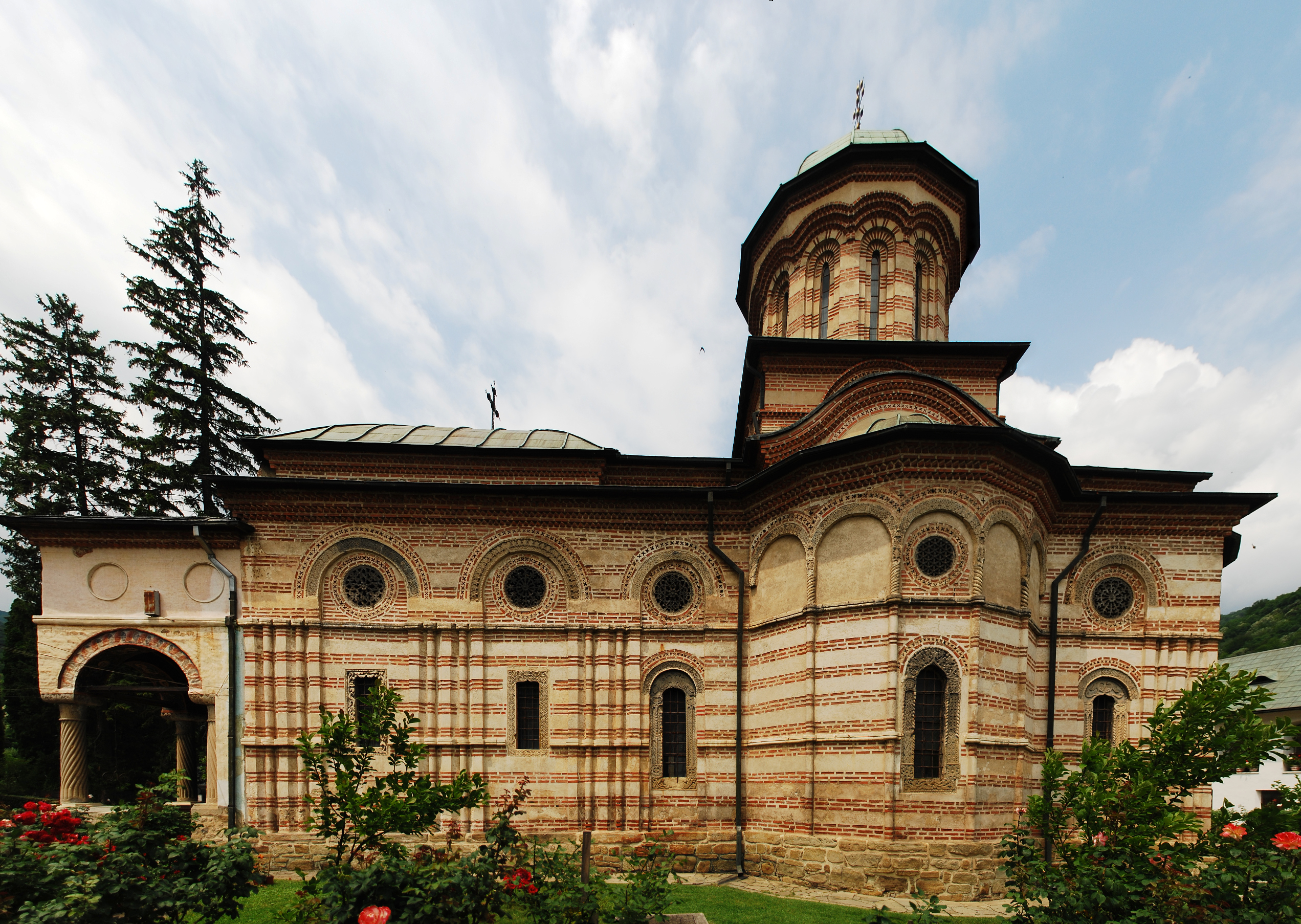
Iglesia en el monasterio de Cozia
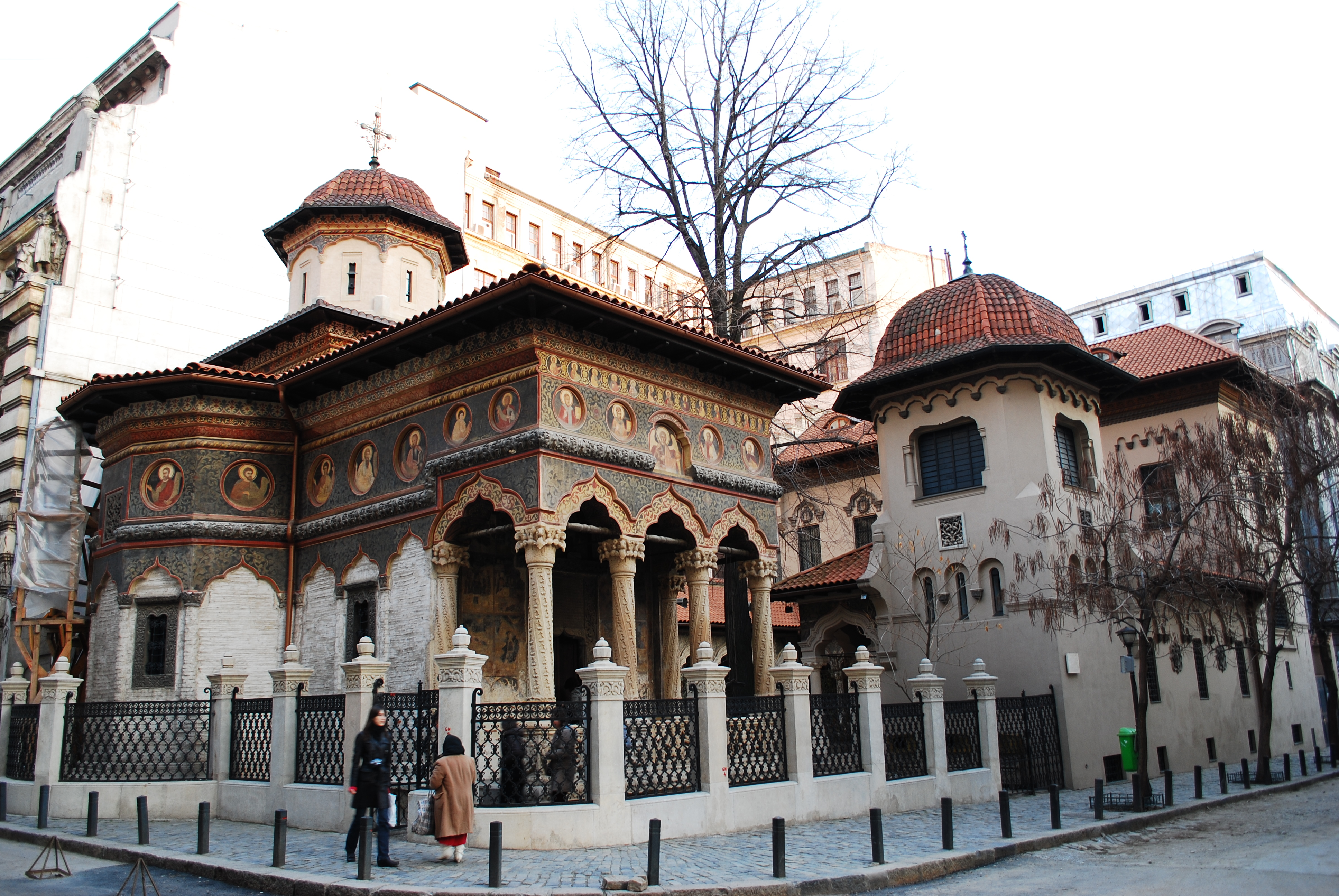
Monasterio Stavropoleos en Bucarest
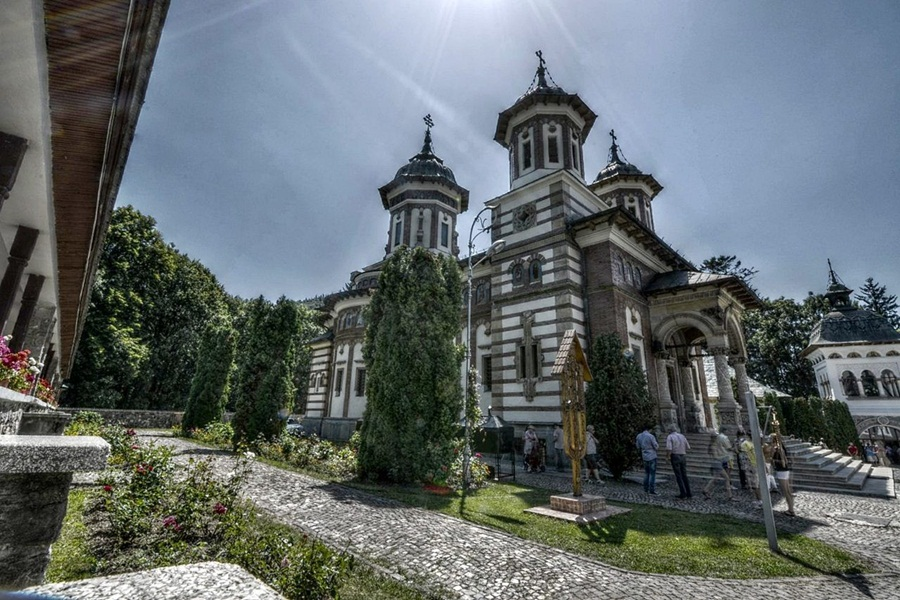
La Gran Iglesia del monasterio de Sinaia
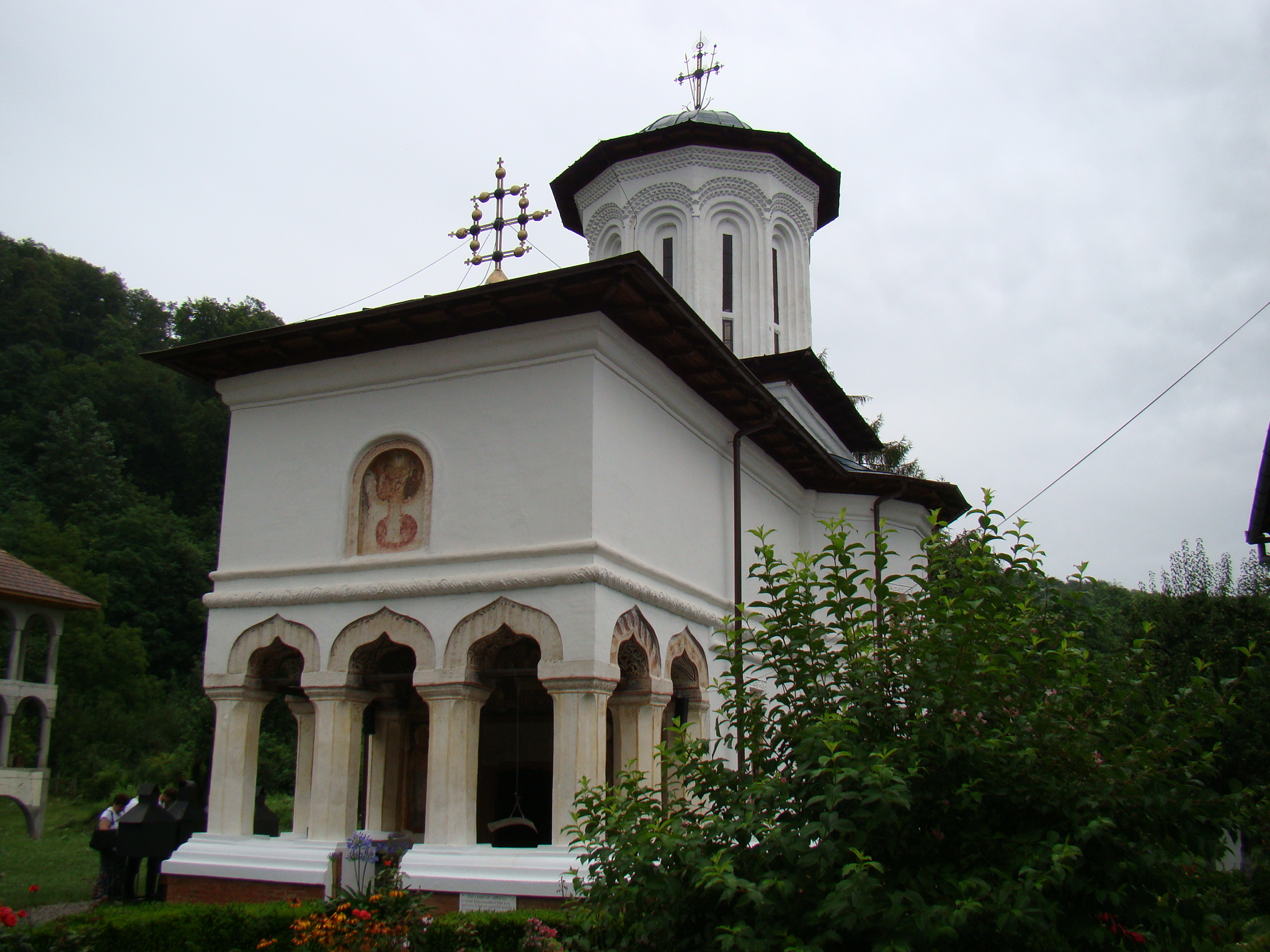
Monasterio de Surpatele, distrito de Vâlcea